# 莫内斯捷 (阿列省)
莫内斯捷（法語：Monestier，法語發音：[mɔnɛstje]）是法国阿列省的一个市镇，位于该省南部，属于穆兰区。

## 地理
莫内斯捷（46°15'20"N, 3°6'48"E）面积29.68 平方千米，位于法国奥弗涅-罗讷-阿尔卑斯大区阿列省，该省份为法国中部省份，北起涅夫勒省、西北接谢尔省，西南至克勒兹省，南至多姆山省，东南临卢瓦尔省，东临索恩-卢瓦尔省。
与莫内斯捷接壤的市镇（或旧市镇、城区）包括：贝勒纳沃、尚泰勒、舍泽勒、希拉莱格利斯、德讷耶莱尚泰勒、弗勒里耶勒、塔尔热、武萨克。

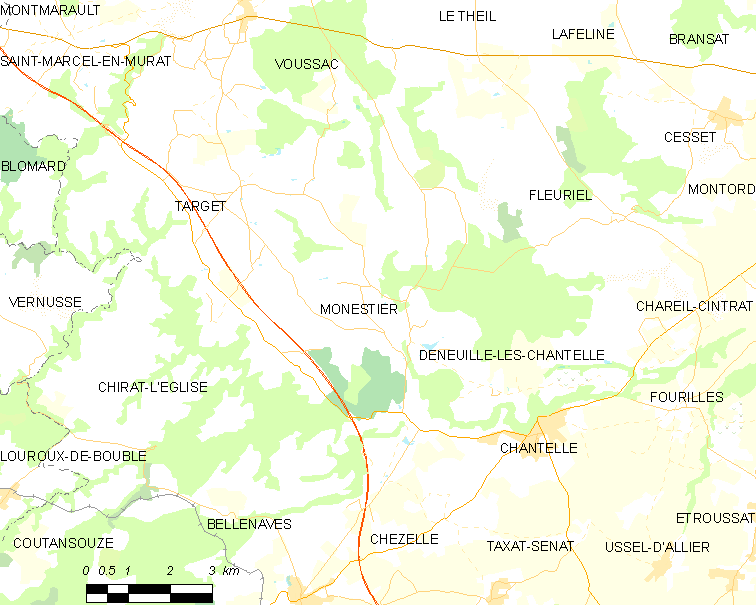
的OSM定位图

莫内斯捷的时区为UTC+01:00、UTC+02:00（夏令时）。

## 行政
莫内斯捷的邮政编码为03140，INSEE市镇编码为03175。

## 政治
莫内斯捷所属的省级选区为加纳县。

## 人口

1962-2008年间人口变化图示

莫内斯捷于2022年1月1日时的人口数量为280人。